# 차현배
차현배(1947년 12월 19일 ~ )는 대한민국의 기업인이다. 현재 제이씨현시스템 회장을 맡고 있다.

## 주요 경력
- 1984~ 현재  제이씨현시스템 대표이사 회장
- 2006~2013 코스닥상장법인협의회 부회장
- 2000~ 엘림넷 대표이사 사장
- 1984  제이씨현시스템 창립

## 저서
- 2014년 《생존의 법칙》: 북콘서트